# ایمیدازول
ایمیدازول (به انگلیسی: Imidazole) با فرمول شیمیایی C۳H۴N۲ یک ترکیب شیمیایی با شناسه پاب‌کم ۷۹۵ است. که جرم مولی آن ۶۸٫۰۷۷ g/mol می‌باشد. شکل ظاهری این ترکیب، جامد زرد کمرنگ یا سفید است.
بسیاری از ترکیبات دارای حلقه ایمیدازولی خواص دارویی دارند مانند داروهای ضد قارچ کلوتریمازول و کتوکنازول داروهای آرام بخش میدازولام.